# Asmea
Genre
Asmea est un genre d'araignées aranéomorphes de la famille des Stiphidiidae.

## Distribution
Les espèces de ce genre sont endémiques de Papouasie-Nouvelle-Guinée,. Elles se rencontrent dans les monts Bismarck.

## Description
Les espèces de ce genre mesurent de 3,31 à 5,25 mm.

## Liste des espèces
Selon World Spider Catalog (version 17.0, 07/05/2016) :
- Asmea akrikensis Gray & Smith, 2008
- Asmea capella Gray & Smith, 2008
- Asmea hayllari Gray & Smith, 2008
- Asmea mullerensis Gray & Smith, 2008

## Étymologie
Ce genre est nommé en référence à l'Australian Star Mountains Expedition.

## Publication originale
- Gray & Smith, 2008 : A new subfamily of spiders with grate-shaped tapeta from Australia and Papua New Guinea (Araneae: Stiphidiidae: Borralinae). Records of the Australian Museum, vol. 60, p. 13-44 (texte intégral).